# 包孝
包孝（1508年—1553年），字元爱，號吳石，南直隶松江府華亭县民籍，浙江嘉兴县人，明朝政治人物，同進士出身。

## 生平
祖父包鼎，官至池州府知府。到了父親一輩，全家迁居直隸华亭（今上海市松江區）。
嘉靖十年（1531年），包孝中式辛卯科应天府乡试第六十一名举人，嘉靖十四年（1535年）乙未科会试第一百三十八名，三甲九十九名进士，历官中书舍人。嘉靖十七年（1538年）擔任南京河南道监察御史。直言敢谏，曾疏论礼部尚书温仁和，主宰嘉靖辛丑会試有奸弊，並且彈劾庶子童承敍、贊善郭希顏、編修袁煒，沒有得到嘉靖帝回執。不久，又彈劾巡撫孫襘、吳瀚，吳瀚被罷免。母亲病卒，包孝哀痛而死。年四十六。

## 家族
曾祖包俊，號可松，封南京礼部郎中。祖父包鼎，號舒菴，池州知府，進階亞中大夫；祖母沈氏，封宜人。父包志（？-1510年），监生。叔包憑（1486年-1542年），字信之，自称澄心居士，包汴之父，包檉芳祖父。母杨氏。慈侍下。兄洪；浩；泳；淳；濂；漢；包節，前科進士；深；澯。弟汴；治；澤。
嗣子玄林，侧室徐氏生子漸林、敷林。